# 2501-es mellékút (Magyarország)
A 2501-es számú mellékút egy négy számjegyű mellékút Heves vármegye keleti részén.

## Nyomvonala
A 25-ös főútból ágazik ki, Eger központjában, kevéssel annak 13. kilométere előtt. Délkelet felé indul, Sas utca néven; a vasútállomás déli vége közelében egyetlen átjáróban keresztezi az Füzesabony–Putnok-vasútvonalat és a Füzesabony–Putnok-vasútvonalat is, illetve pár méterrel az első kilométere után az Eger-patakot.
Az 1+150-es kilométerszelvénye körül, a volt Eger-Tihamér vasútállomásnál kiágazik belőle észak felé a 2503-as út, és újra keresztezi az út az Füzesabony–Putnok-vasútvonalat is. Innen nagyjából délnek fordul, elhalad a hevesi megyeszékhely ipari parkja mellett, immár Kistályai út néven, majd a 3. kilométere előtt beletorkollik nyugat felől a 2500-as út. Nem sokkal a 3,5 kilométere után lép ki Eger területéről.
A következő, útjába eső település Andornaktálya, melynek először Kistálya, majd Andornak településrészén húzódik végig; települési neve a község teljes területén II. Rákóczi Ferenc út. Nem sokkal a 7. kilométere után lép át Nagytálya területére, ott a 7+900-as kilométerszelvénye közelében egy körforgalmú csomópontja van, ahol keresztezik egymást a 2502-es úttal. Elhalad Nagytálya legkeletibb házai mellett, Kölcsey Ferenc utca néven, majd az Eger-patak hídján átkelve átlép Maklárra, amelynek lakott területe teljesen egybeépült már Nagytályáéval.
Maklár központját a 11. kilométerénél éri el (addig a települési neve Egri út, illetve egy rövid szakaszon Templom tér), ott nyugatabbnak fordul és Gárdonyi Géza út néven halad kifelé a településről, közben keresztezve ismét a füzesabonyi vasutat. Utolsó, szűk 1 kilométeres szakaszán már Füzesabony területén halad. A 3-as főútnak abba a körforgalmába érkezik bele (nem sokkal a főút 124. kilométere előtt), észak felől, ahonnan dél felé a 33-as főút is indul az ellenkező irányban Debrecen felé.
Az országos közutak térképes nyilvántartását szolgáló kira.gov.hu adatbázisa szerint a teljes hossza 15,660 kilométer.

## Települések az út mentén
- Eger
- Andornaktálya
- Nagytálya
- Maklár
- Füzesabony